# パオロ・プリーチ
パオロ・プリーチ（Paolo Pulici、1950年4月27日 - ）は、イタリア、ロンチェッロ出身の元サッカー選手で指導者。現役時代のポジションはFW。

## 経歴
1967年から1981-82年シーズンまでトリノFCでプレー、この間の1975-76にリーグ制覇を果たした。また通算211試合で122得点を挙げ、3度セリエA得点王を獲得した。
197年3月31日にルクセンブルクとの対戦でイタリア代表としてデビューを果たし、以降19試合に出場した。ワールドカップ・西ドイツ大会では3試合に出場、1978年のワールドカップ・アルゼンチン大会にも参加した。

## タイトル
- トリノ
  - セリエA : 1975-76
  - コッパ・イタリア : 1970-71
  - カンピオナート・プリマヴェーラ : 1967–68, 1969–70

- 個人
  - セリエA得点王 :　1972–73 (17得点), 1974–75 (18得点), 1975–76 (21得点)
  - トリノの殿堂